# 蓝堇草
蓝堇草（学名：Leptopyrum fumarioides）为毛茛科蓝堇草属下的一个种。